# Wacław Szczuka
Wacław Szczuka herbu Grabie (ur. ok. 1630, zm. 14 sierpnia 1699) – kuchmistrz wielki koronny w latach 1694–1699, podkomorzy wiski w 1693 roku, stolnik wiski w 1672/1673 roku, starosta wiski, starosta wąwolnicki w latach 1688–1699.
W 1674 roku był elektorem Jana III Sobieskiego z ziemi wiskiej. Poseł sejmiku ziemi wiskiej na sejm konwokacyjny 1696 roku. Po zerwanym sejmie konwokacyjnym 1696 roku przystąpił 28 września 1696 roku do konfederacji generalnej. W 1697 roku był elektorem Augusta II Mocnego z ziemi wiskiej. Deputat ziemi wiskiej do rady stanu rycerskiego rokoszu łowickiego w 1697 roku.